# Austin F. Pike

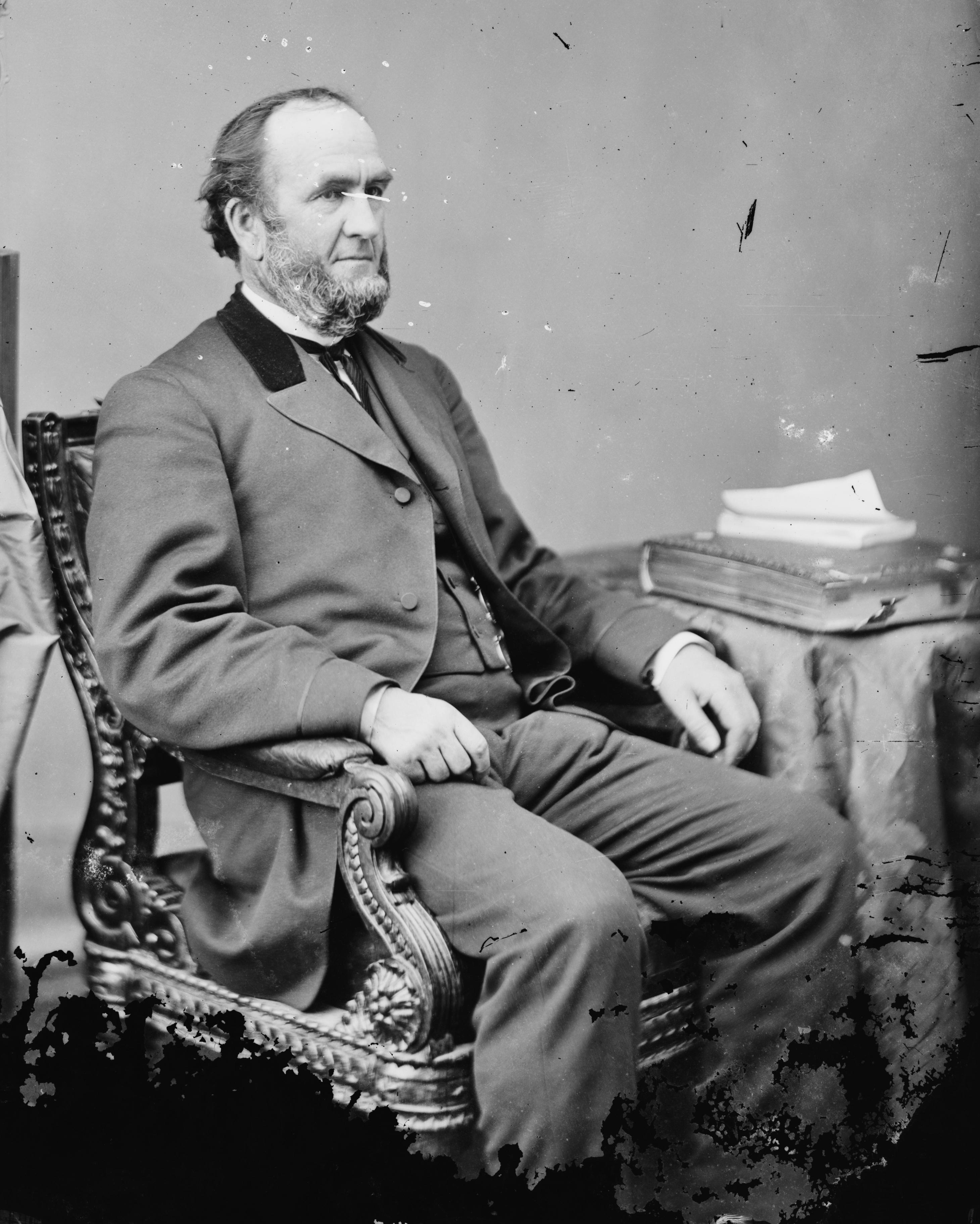
Austin F. Pike

Austin Franklin Pike (* 16. Oktober 1819 in Hebron, New Hampshire; † 8. Oktober 1886 in Franklin, New Hampshire) war ein US-amerikanischer Politiker (Republikanische Partei). Er vertrat den Bundesstaat New Hampshire in beiden Kammern des US-Kongresses.

## Werdegang
Nachdem er eine akademische Ausbildung erhalten hatte, studierte Austin Pike die Rechtswissenschaften und wurde 1845 in die Anwaltskammer des Merrimack County aufgenommen.
Politisch wurde er erstmals 1850 tätig, als er ins Repräsentantenhaus von New Hampshire gewählt wurde, dem er bis 1852 angehörte. Von 1857 bis 1858 saß er im Senat von New Hampshire und fungierte dabei auch als dessen Präsident. Ins Repräsentantenhaus des Staates kehrte er von 1865 bis 1866 als dessen Speaker zurück, wobei er auf William E. Chandler folgte.
Am 4. März 1873 trat er sein Mandat als Abgeordneter für New Hampshire im US-Repräsentantenhaus an. Dort verblieb er nach missglückter Wiederwahl bis zum 3. März 1875. In den Kongress in Washington kehrte Pike am 4. März 1883 als US-Senator zurück, nachdem er sich gegen den ebenfalls republikanischen Amtsinhaber Edward H. Rollins durchgesetzt hatte. Er war im Senat Vorsitzender des Committee on Claims, starb aber bereits im Oktober 1886 in Franklin, wo er auch beigesetzt wurde.